# Чемпіонат світу з легкої атлетики 2019 — біг на 400 метрів з бар'єрами (жінки)

Фінальний забіг

Змагання з бігу на 400 метрів з бар'єрами серед жінок на Чемпіонаті світу з легкої атлетики 2019 у Досі проходили 1-2 та 4 жовтня на стадіоні «Халіфа».

## Напередодні старту
На початок змагань основні рекордні результати були такими:
| WR | Далайла Мухаммад (USA) | 52,20 | Де-Мойн | 28 липня 2019  |
| WL | Далайла Мухаммад (USA) | 52,20 | Де-Мойн |                |
| CR | Мелейн Вокер (JAM)     | 52,42 | Берлін  | 20 серпня 2009 |

Основною претенденткою на перемогу вважалась американка Далайла Мухаммад, яка в липні цього року встановила світовий рекорд в цій дисципліні.

## Результати

### Попередні забіги
За підсумками п'яти забігів найкращий результат показала Сідні Мак-Лафлін-Леврон (54,45). До наступного раунду проходили перші четверо з кожного забігу та четверо найшвидших за часом з тих, які посіли у забігах місця, починаючи з п'ятого.
Найшвидшою серед півфіналісток виявилась також Сідні Мак-Лафлін-Леврон (53,81). До фіналу проходили перші двоє з кожного півфінального забігу та двоє найшвидших за часом з тих, які посіли у забігах місця, починаючи з третього.

### Фінал
У фіналі поза конкуренцією були Далайла Мухаммад та Сідні Мак-Лафлін-Леврон. Мухаммад здобула чемпіонський титул, покращивши при цьому на 0,04 секунди встановлений влітку власний світовий рекорд.
| Місце | Атлетка                       | Час   | Примітки |
| ----- | ----------------------------- | ----- | -------- |
| 1     | Далайла Мухаммад (USA)        | 52,16 | WR       |
| 2     | Сідні Мак-Лафлін-Леврон (USA) | 52,23 | PB       |
| 3     | Рашелл Клейтон (JAM)          | 53,74 | PB       |
| 4     | Леа Шпрунгер (CHE)            | 54,06 |          |
| 5     | Зузана Гейнова (CZE)          | 54,23 |          |
| 6     | Ешлі Спенсер (USA)            | 54,45 |          |
| 7     | Анна Рижикова (UKR)           | 54,45 | SB       |
| 8     | Сейдж Вотсон (CAN)            | 54,82 |          |